# パレスチナ解放民主戦線
パレスチナ解放民主戦線（パレスチナかいほうみんしゅせんせん、
アラビア語: الجبهة الديموقراطية لتحرير فلسطين 、ラテン文字転写:al-Jabha al-Dimūqrātīya li-Taḥrir Filasṭīn, アル＝ジャブハ・アッ＝ディムークラーティーヤ・リ＝タフリール・フィラスティーン、英語: Democratic Front for the Liberation of Palestine、略称:DFLP）は、パレスチナの政党・武装組織。
1969年にパレスチナ解放人民戦線（PFLP）より分離して設立され、パレスチナ解放機構（PLO）に参加している。PFLPと同様にマルクス・レーニン主義を掲げるが、PFLPよりは穏健派とされている。
アメリカ合衆国連邦政府は、DFLPを過去にテロ組織に指定したが、その後指定解除した。

## 概要
1969年、パレスチナ解放人民戦線（PFLP）の左派集団が主流派より分裂し、「パレスチナ解放人民民主戦線」（PDFLP）を結成した。PDFLPのリーダーはナイエフ・ハワートメで、彼はPFLP内の毛沢東思想傾向のグループのリーダーとみられてきていた。ナイエフ・ハワートメは、アフマド・サアダートをリーダーとしているPFLPは武装闘争を重視しすぎていると考え、PDFLPはより草の根運動で、より思想的に重視した組織にしたいと考えた。
対照的に、1968年にPFLPから分離したアフマド・ジブリールをリーダーとするパレスチナ解放人民戦線総司令部（PFLP-GC）は、PFLPよりも武装闘争の戦術的実施を重視した。
1969年、パレスチナ革命的左翼同盟とパレスチナ人民解放機構がPDFLPに合流した。PDFLPはすぐに、パレスチナの対イスラエルゲリラの知識層の大半の支持を得て、中東の状況を説明するためのマルクス・レーニン主義理論を採用した。
1974年、PDFLPは「パレスチナ解放民主戦線」（DFLP）に名称変更し、「10の政策」を支持した。この文書は、ファタハとDFLPがパレスチナ議会を奪った後にイスラエルとパレスチナ国家の「二国家共存」の概念を慎重に導入したものであったが、対イスラエル強硬派に指導された組織との分裂となり、PFLPやPFLP-GCなどの急進的組織や、シリア・リビア・イラクなどに支援された集団は、PLO主流派に反対した。
1978年、DFLPはファタハと幾つかの問題で衝突した後、一時的に対イスラエル強硬派に参加した。1980年代は活動が停滞し、1991年には分裂が発生した。
1993年のオスロ合意では、DFLPは合意は非民主的で、PLOが意思決定から除外されており、パレスチナ人の法的権利を剥奪するとして反対派に回ったが、他の対イスラエル強硬派とは異なり二国家共存には反対しなかった。1999年、アメリカ合衆国はDFLPをテロ指定組織から外した。
2000年に始まった第二次インティファーダではDFLPは存在感を示す事ができなかった。
2001年のアメリカ同時多発テロ事件では当初DFLPの犯行声明なるものが出回ったが、DFLPはこれを否定し、ナイエフ・ハワートメはこの攻撃を強く批判した。
DFLPはPFLPと違い女性兵士にハマスのようにアバヤを着用させる服装規定に特徴がある。

## ハンスト
2012年8月から、イスラエルに捕えられたDFLP構成員サメール・ターリク・イッサーウィーがハンガーストライキを開始。イッサーウィーに限らず、ハデール・アドナンなどのパレスチナ人囚人のハンガーストライキが国際的に大きな注目を集めた。8か月にわたる獄中闘争を経て、2013年4月に彼は釈放された。